# Plectris plaumanniella
Plectris plaumanniella är en skalbaggsart som beskrevs av Frey 1967. Plectris plaumanniella ingår i släktet Plectris och familjen Melolonthidae. Inga underarter finns listade i Catalogue of Life.